# 艾利亞斯·穆巴瑞克
艾利亞斯·穆巴瑞克（德语：Elyas M'Barek，1982年5月29日—）是奥地利和突尼斯血统的德语演员，他在德国生活和成长。

## 早期生活
艾利亞斯·穆巴瑞克生于慕尼黑，母亲生于奥地利，父亲生于突尼斯。弟弟约瑟夫也是演员，住在德国。 穆巴瑞克於22岁时完成学业。

## 事业
2013年，他出演了电影《不良鮮師》，成为当年德国最成功的电影。 同年，他在冒险电影《医师》中担任配角。